# Suncus
Suncus  es un género de mamíferos soricomorfos de la familia Soricidae que incluye varias especies de musarañas. Se distribuyen por la Eurasia meridional y África.

## Especies
Se reconocen 19 especies de Suncus.
- Suncus aequatorius (Heller, 1912)
- Suncus ater Medway, 1965
- Suncus dayi (Dobson, 1888)
- Suncus etruscus (Savi, 1822)
- Suncus fellowesgordoni Phillips, 1932
- Suncus hosei (Thomas, 1893)
- Suncus hututsi Kerbis Peterhans & Hutterer, 2009[2]
- Suncus infinitesimus (Heller, 1912)
- Suncus lixus (Thomas, 1898)
- Suncus madagascariensis (Coquerel, 1848)
- Suncus malayanus (Kloss, 1917)
- Suncus megalura (Jentink, 1888)
- Suncus mertensi Kock, 1974
- Suncus montanus (Kelaart, 1850)
- Suncus murinus (Linnaeus, 1766)
- Suncus remyi Brosset, Dubost & Heim de Balsac, 1965
- Suncus stoliczkanus (Anderson, 1877)
- Suncus varilla (Thomas, 1895)
- Suncus zeylanicus Phillips, 1928